# Franz Spaeth
Franz Spaeth (Wenen, 4 oktober 1863 – aldaar, 25 juli 1946) was een Oostenrijks entomoloog en jurist.
Franz Spaeth werd geboren in Wenen (Oostenrijk) in 1863 als zoon van een gemeenteambtenaar. Hij studeerde rechten en werd jurist. Hij werkte voor het stadsbestuur van Wenen en werd uiteindelijk assistent van de burgemeester. Na de dood van de burgemeester werd hij directeur van Ziegel Industries AG, waar hij werkzaam was tot 1927. 
Als entomoloog had hij voornamelijk belangstelling voor de orde van de kevers (coleoptera) en hij was specialist op het gebied van de Cassidinae, een onderfamilie van de bladhaantjes (Chrysomelidae). Tussen 1885 en 1961 publiceerde hij 145 wetenschappelijke artikelen waarin hij 111 genera en 1212 soorten beschreef, nieuw voor de wetenschap. Zijn collectie Cassidinae en Hispinae bestaat uit 23094 exemplaren van 2211 soorten en bevindt zich in het museum van de Universiteit van Manchester.     
- Bibliothèque nationale de France: cb12440957d (data)
- International Standard Name Identifier: 0000 0004 1818 897X
- Istituto Centrale per il Catalogo Unico: CUBV148960
- Système universitaire de documentation: 195557506
- Virtual International Authority File: 12401005
- WorldCat: E39PBJkD6cXcdTgg9yYghgDcyd